# Quebra-cabeça
Uma quebra-cabeça, ou um puzzle é um jogo onde um jogador deve resolver um problema proposto. Nesse tipo de jogo, o raciocínio lógico é bem mais importante que a agilidade e a força física. Os quebra-cabeças são normalmente usados como passatempo. Acredita-se que a história começou quando no século XVIII um cartógrafo colou um mapa a uma tábua de madeira.
Os primeiros quebra-cabeças eram desenhos feitos em tábuas de madeira que depois eram cortados em vários pedaços com uma serra. Atualmente os mais comuns são feitos em algum tipo papel resistente e possuem as mais variadas imagens impressas, sendo as mais comuns paisagens naturais, reproduções de obras de artes famosas e construções típicas de alguma cidade. A imagem é colada no papel e depois é cortada em uma prensa, onde lâminas definem o formato das peças. Além dos quebra-cabeças de papel, atualmente também são comercializados os 3D, os que possuem ilusões óticas e os dupla-face.
O maior quebra-cabeça existente, disponível para comercialização, tem 32 256 peças e mede 5,44 x 1,92 metros, apresentando 32 imagens do artista Keith Haring. É produzido pela Ravensburger, da Alemanha.

## História

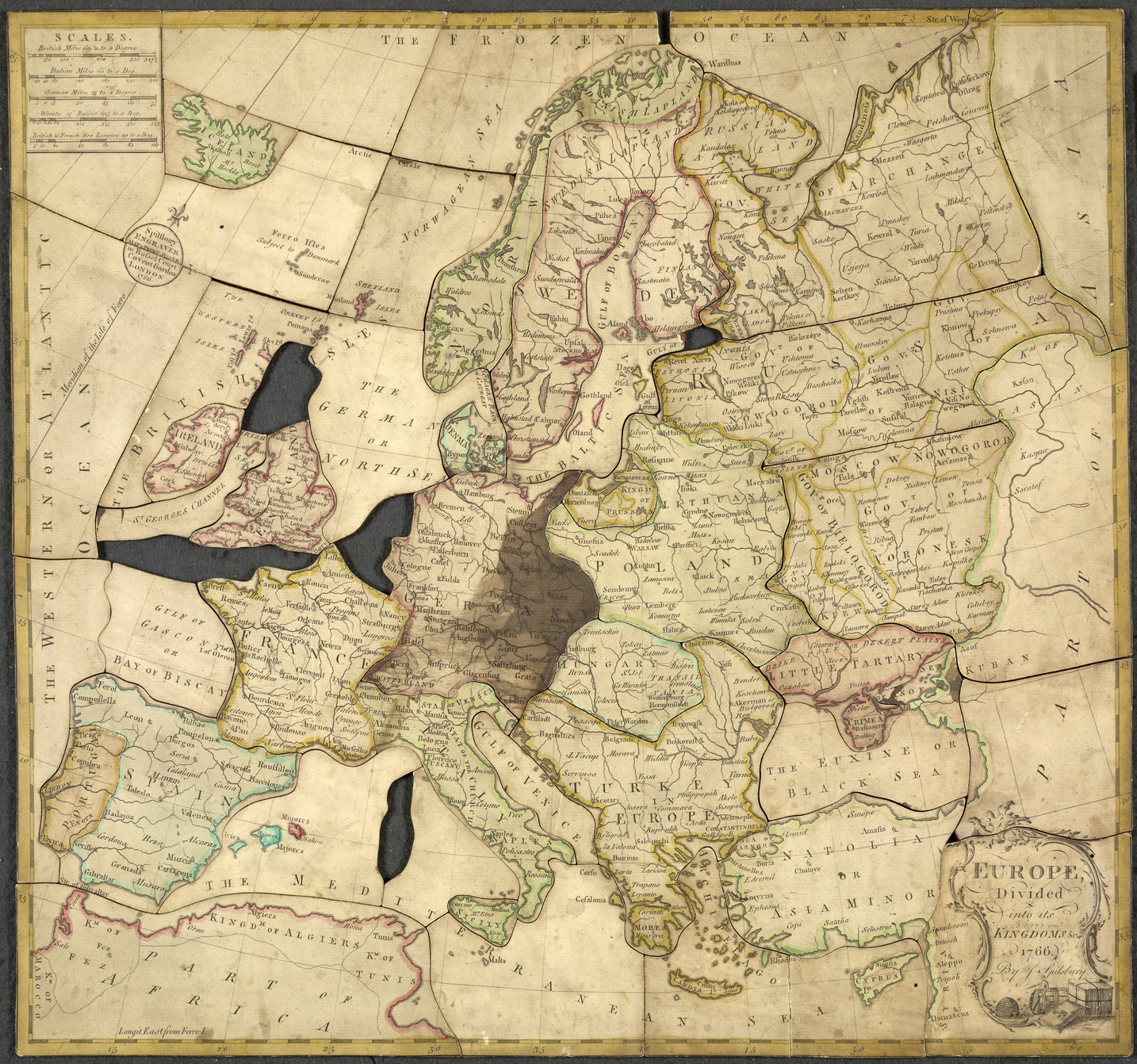
A "Europa dividida em reinos, etc." de John Spilsbury (1766). Ele criou o quebra-cabeça para fins educacionais e os chamou de "Mapas Dissecados".

Acredita-se que o gravador e cartógrafo londrino John Spilsbury tenha produzido o primeiro quebra-cabeça por volta de 1760, usando uma serra de marchetaria. Os primeiros quebra-cabeças, conhecidos como dissecações, foram produzidos montando mapas em folhas de madeira e cortando ao longo das fronteiras nacionais, criando um quebra-cabeça útil para o ensino de geografia. Governanta real Lady Charlotte Finch usou esses "mapas dissecados" para ensinar os filhos do rei Jeorge III e da rainha Charlotte.

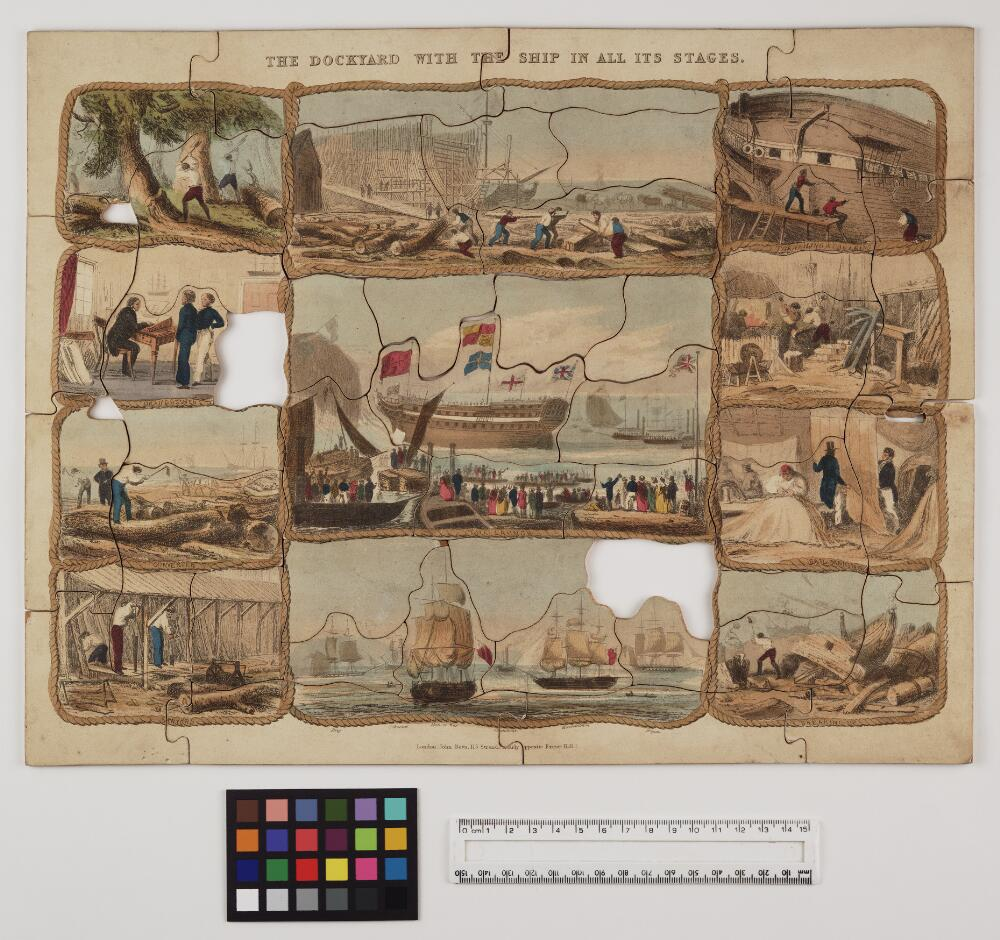
Quebra-cabeça impresso britânico de 1874.

O nome "quebra-cabeças" veio a ser associado ao quebra-cabeça por volta de 1880, quando as serras mecânicas se tornaram a ferramenta preferida para cortar as formas. Quebra-cabeças de papelão surgiram no final de 1800, mas demoraram a substituir os de madeira porque os fabricantes sentiram que os quebra-cabeças de papelão seriam considerados de baixa qualidade e porque as margens de lucro nos quebra-cabeças de madeira eram maiores.

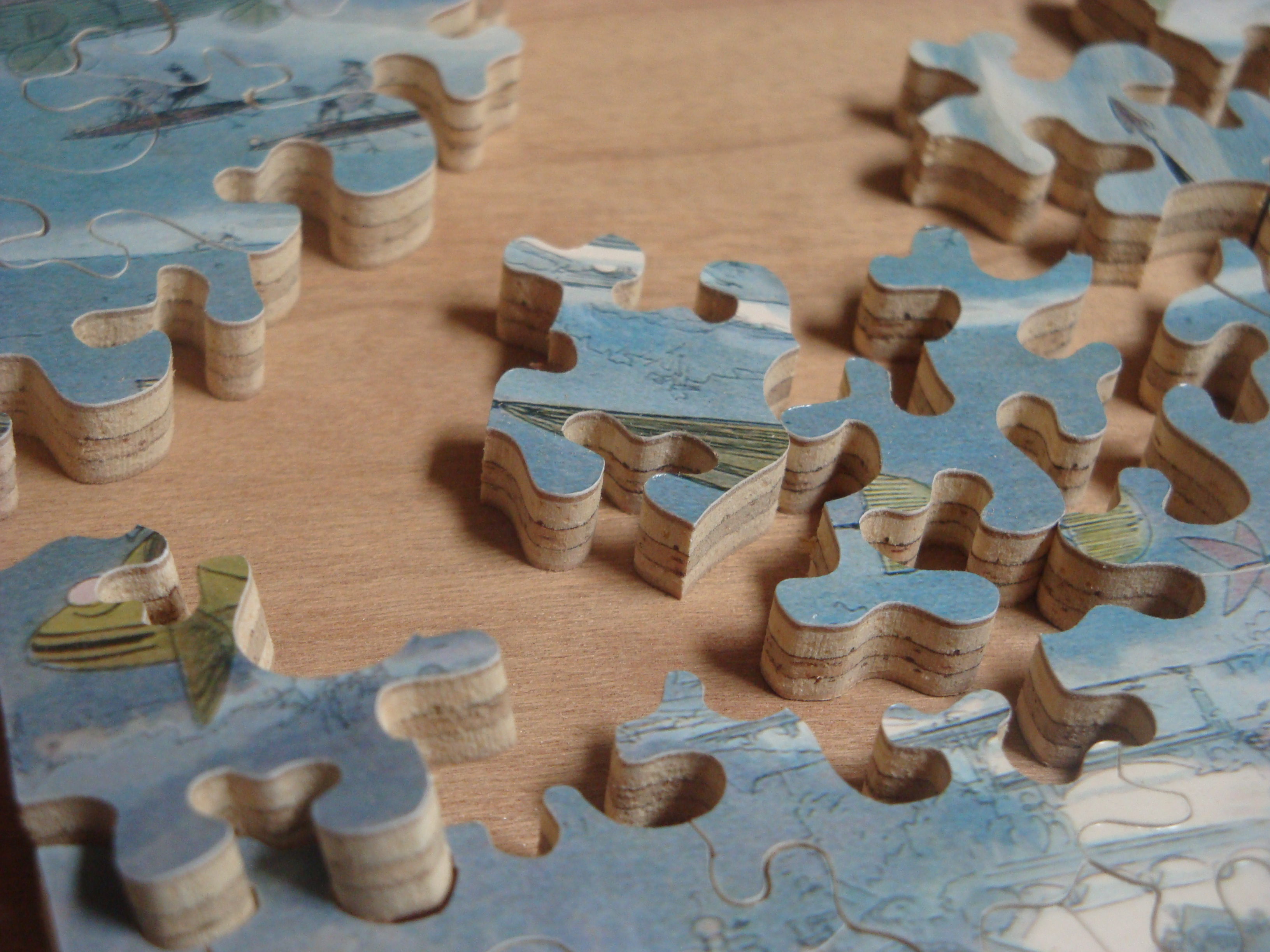
Peças de quebra-cabeça de madeira, cortadas à mão.

Os quebra-cabeças cresceram em popularidade durante a Grande Depressão nos EUA, pois forneciam uma forma de entretenimento barata, duradoura e reciclável. Foi nessa época que os quebra-cabeças evoluíram para se tornar mais complexos e atraentes para os adultos. Eles também foram dados em promoções de produtos e usados em publicidade, com os clientes completando uma imagem do produto promovido.
As vendas de quebra-cabeças de madeira caíram após a Segunda Guerra Mundial, à medida que a melhoria dos salários levou a aumentos de preços, enquanto melhorias nos processos de fabricação tornaram os quebra-cabeças de papelão mais atraentes.
De acordo com a Alzheimer Society of Canada, fazer quebra-cabeças é uma das muitas atividades que podem ajudar a manter o cérebro ativo e reduzir o risco da doença de Alzheimer.
A demanda por quebra-cabeças teve um aumento, comparável ao da Grande Depressão, durante os pedidos de estadia em casa da pandemia COVID-19.

## Alguns quebra-cabeças

### De montagem
Nesse tipo de quebra-cabeça, as peças devem ser combinadas de modo a formar uma estrutura pré-determinada. Exemplos:

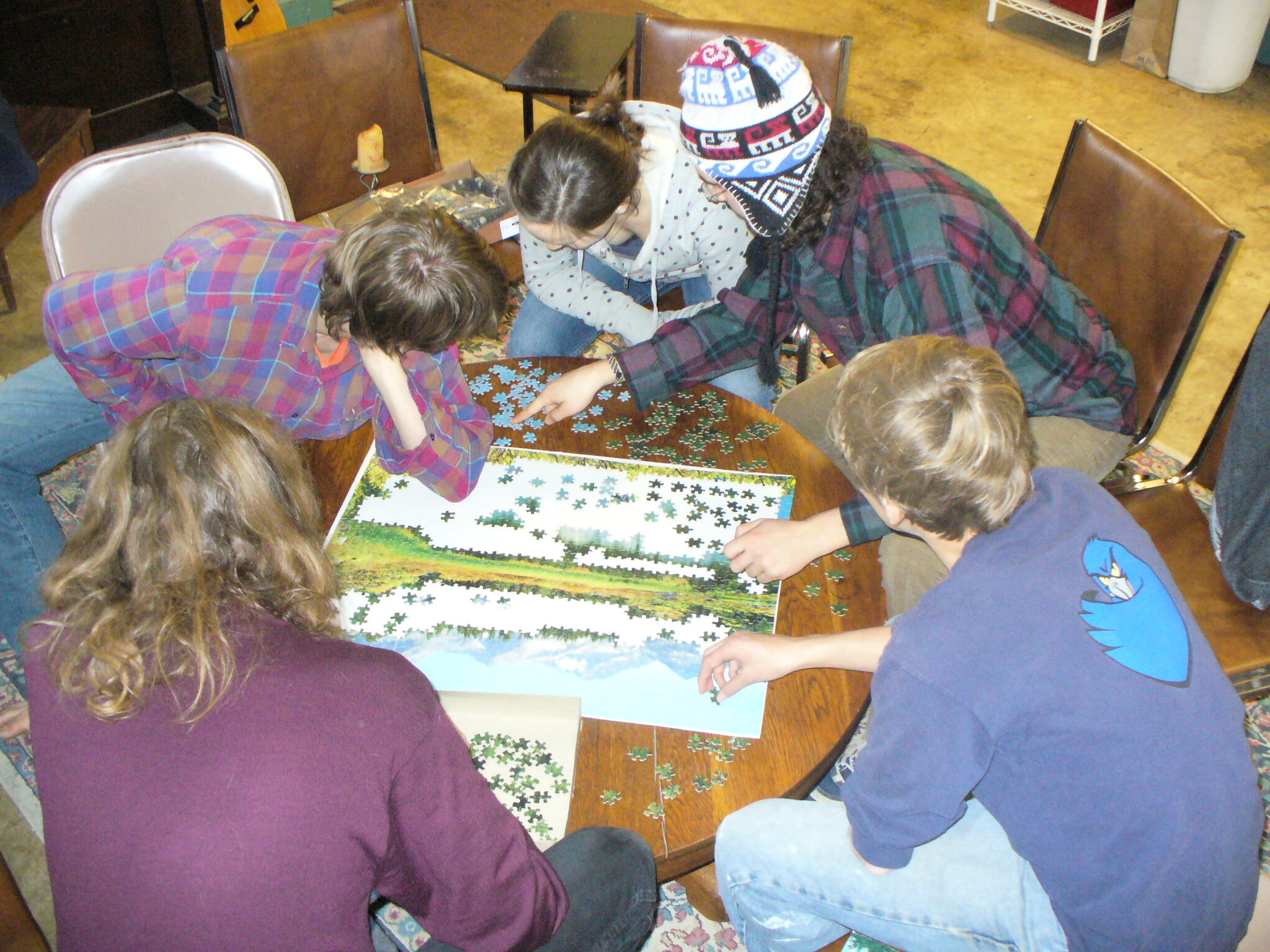
Jovens montando um quebra-cabeça juntos no "Our Community Place" em Harrisonburg, Virginia, EUA.

- Cubo bedlam
- Cubo mágico
- Cubo soma
- Pentaminós
- Tangram

### Baseados em jogos de tabuleiro
- Baseados no xadrez
  - Problema das oito rainhas
  - Problema do passeio do cavalo

### Outros
- Quebra-cabeça de arame
- Sudoku
- Criptaritmética
- Alternate reality game
- Caixas-Segredo
- Riddle
- Cubo Mágico